# 八坂神社 (大阪市福島区)
八坂神社（やさかじんじゃ）は大阪市福島区海老江に鎮座する神社。
通称、海老の宮、海老江八坂神社。

## 祭神
- 素盞鳴尊

## 歴史
海老洲と呼ばれた砂洲が開拓された折に創建された古い神社で、牛頭天王社と称した。
境内に天治（1124年頃）とも大治（1126年頃）とも読める石燈籠があり、社伝に永徳3年（1383年）霜月社殿再建とある。
- 元亀元年（1570年）、織田信長が野田城の三好一族を攻めた時、荒木村重に命じて陣馬・陣刀を奉納して戦勝祈願した（野田・福島の戦い）。
- 文禄3年（1594年）の検地では除地とある。
- 明暦元年（1655年）、氏子の道意翁が尼崎で新田開発して、当社の分霊を奉斎したという（現・道意神社）。
- 明治元年（1868年）の神仏分離で、八坂神社と改める。
- 明治5年（1872年）、村社に列す。
- 明治42年（1909年）6月、神饌幣帛料供進社に指定される。

## 境内
- 豊郷稲荷神社
- 海老江神社
- 北向社

## 文化財
- 海老江八坂神社の当屋行事　大阪府記録選択無形民俗資料（昭和47年3月31日指定）江戸中期  元禄頃〜
12月15日の深夜に女人禁制で頭屋で調理された神餞が神社に献進される。

## 交通アクセス
- JR東西線海老江駅より、北西に徒歩6分
- 阪神野田駅、もしくは 地下鉄野田阪神駅より、北西に徒歩9分